# Disjunkce
Disjunkce znamená odloučení, rozdělení, odloučené oblasti, sloučení oblastí, logický součet výroků, množinových prvků zařazených do jedné skupiny celku. Oblasti se mohou překrývat. Pojem se používá např. ve fytogeografii. Je používán v genetice – disjunkce chromosomů. S disjunkcí se setkáváme také v elektronice u logických obvodů, hradel či psychologii.

## Disjunkce v logice

Sjednocení dvou množin definované pomocí disjunkce:

Nejčastější použití denotátu disjunkce je v logice, v matematické logice. Disjunkce v logice znamená logický součet. Výroky jsou spojeny symbolem OR nebo ∨), tj. binárním operátorem, používaným pro binární logické operace. Ve výrokové logice může nabýt logický součet dvou výroků pravdivostní hodnoty true= pravda, označované 1, když alespoň jeden z obou vstupních výroků je pravda, anebo false="nepravda", označované 0, pokud jsou oba výroky nepravdivé. S disjunkcí se setkáváme v nejrůznějších oborech, ale nejčastěji ve výrokové logice, predikátové logice či kybernetice.
Ve verbální logice je disjunkce označením pro „nebo“. Například „Vojta plave nebo Lucka plave“ je disjunkce.
Pro vstupy A a B vypadá pravdivostní tabulka disjunkce následovně (0 označuje nepravdivé tvrzení, 1 označuje pravdivé tvrzení).
| A | B | A {\displaystyle \vee } B |
| - | - | ------------------------- |
| 0 | 0 | 0                         |
| 0 | 1 | 1                         |
| 1 | 0 | 1                         |
| 1 | 1 | 1                         |

### Poznámka
V mluvené řeči v češtině se někdy používá spojka „nebo“ jako vylučovací „buď, anebo“, tomuto vylučovacímu případu však v logice odpovídá exkluzivní disjunkce či ostrá disjunkce, např.: „Venku je mokro, nebo je sucho.“ Nemohou tedy nastat oba případy zároveň.
Používá-li se spojka „nebo“ v případech, kdy má znamenat vyloučení jedné z možností a nevyplývá to z významu slov jazyka, může docházet ke komunikačním nedorozuměním, jde o komunikační sémantickou chybu.
K vyvarování se nesrovnalostí se používá pro právnické výrazy „nebo“ bez čárky pro slučovací význam a s čárkou pro vylučovací.

### Vlastnosti logické disjunkce
Formální definice Booleovy algebry udávají, že disjunkce je
- asociativní, tzn platí (x ∨ y) ∨ z = x ∨ (y ∨ z);
- distributivní vůči konjunkci, tzn x ∨ (y ∧ z) = (x ∨ y) ∧ (x ∨ z).

## Ostrá disjunkce
Ostrá disjunkce se značí symbolem ⊻ (znak disjunkce s podtržítkem), někdy se také nazývá Exklusivní disjunkcí. Slovně se vyjadřuje strukturou "buď ..., anebo ...", v počítačové terminologii XOR. Výrok s ostrou disjunkcí je pravdivý, pokud je jeden z výroků pravdivý a druhý nepravdivý:
{\displaystyle (x\veebar y)\equiv (x\lor y)\land \lnot (x\land y)}
Například v psychologii má povahu ostré disjunkce Oidipální volba dítěte, do které je nutí válečná situace mezi rodiči: "Buď budeš mít rádo matku, nebo otce, ale nemůžeš mít rádo oba rodiče." Z toho pak vyplývá i následná patologie, např. syndrom odcizeného rodiče.